# Eurytela lineata
Eurytela lineata är en fjärilsart som beskrevs av Aurivillius. Eurytela lineata ingår i släktet Eurytela och familjen praktfjärilar. Inga underarter finns listade i Catalogue of Life.